# ブータンの政党
ここでは、ブータンの政党（ブータンのせいとう）について説明する。

## 合法政党
最近まで、ブータンは君主制擁護の立場から政党結成を禁じていたが、2008年3月24日に実施される国民議会（National Assembly, 下院）選挙では政党の結成が許可され、以下の2党が参加した。なお、ブータンの政党は、地域・民族・宗教などの標榜、宣伝を禁止されていることもあり、両党のイデオロギー、政策に差はない。いずれの党首も、閣僚評議会議長（1998年以降、閣僚が輪番で務めた首相相当職）経験者である。
- ブータン調和党（Druk Phuensum Tshogpa; 略称DPT; 英語名Virtuous Bhutan Party） - 党首はジグメ・ティンレー、シンボルは鶴。なお、ゾンカ語の意味により近いのは、ブータン高徳党の方である。
- 国民民主党（People's Democratic Party; 略称PDP） - 初代党首はサンゲ・ゲドゥプ。現党首（第2代党首）はツェリン・トブゲ[1]、シンボルは馬。

2008年の第1回国民議会選挙では、DPTが45議席を獲得する圧勝をおさめ、PDPは当時の党首サンゲ・ゲドゥプが落選するなど、わずか2議席にとどまった。
この結果に対してPDPは、PDP優勢のはずの情勢が投票日直前に急転したのは納得がいかないとして、選挙委員会にDPTの選挙不正を調査するよう申し入れ、あわせて4月2日に高等裁判所に異議申し立てを行ったが、7日に高等裁判所はこれを棄却した。なお、EUや日本などが派遣している選挙監視団からは、不正があったとの報告はなされていない。また、PDPの当選議員2人は、選挙過程・結果に抗議するため、いったんは3月28日に当選辞退を選挙委員会に申し入れたが、4月3日にはこれを撤回し、野党として国会で活動することを改めて表明した。
2013年の第2回国民議会選挙では、上記2政党に加え、Bhutan Kuen-nyam Party (BKP)、ブータン大衆党（Druk Chirwang Tshogpa; 略称DCT)、ブータン協同党（Druk Nyamrup Tshogpa; 略称DNT)の3政党が参戦を表明していた。しかし選挙戦開始前の候補者申請に不備があったとして、BKPは選挙管理委員会から失格を言い渡された。そのためDPT、PDP、DCT、DNTの4党が選挙戦に挑むことになった。3新党の党首は以下のとおりで、リリ・ワンチュク、ドルジ・チョデンはいずれも女性党首である。
- Bhutan Kuen-nyam Party (BKP) ‐ ソナム・トブゲ (Sonam Tobgay)
- ブータン大衆党(DCT) - リリ・ワンチュク (Lily Wangchuk)
- ブータン協同党(DNT) - ドルジ・チョデン (Dorji Choden)

第2回国民議会選挙の結果、PDPは47議席中32議席を獲得する躍進で、DPT（15議席獲得）より政権を奪取した。この選挙で議席を獲得したのは、前回から引き続きPDPとDPTの2党のみであった。

## 非合法政党
ブータンでは、過去の民族対立の背景もあって、国外に非合法政党が存在する。その主なものは以下の通りで、いずれもネパール系住民によるものである。
- ブータン人民党
- ドゥルック国民会議
- ブータン共産党マルクス・レーニン・毛沢東主義派

## 注
1. ↑  Kuensel Online 2008/04/09Meet the opposition leader（2008年4月9日閲覧）。
2. ↑  Kuensel Online国民議会当選者一覧（2008年3月25日閲覧）
3. ↑  Kuensel Online 2008/03/29PDP asks ECB to investigate “very strange developments” before elections（2008年3月29日閲覧）。
4. ↑  Kuensel Online 2008/04/07High Court dismisses PDP’s election petition（2008年4月9日閲覧）
5. ↑  EUについては、EUホームページElection Observation Mission to the Kingdom of Bhutan National Assembly Elections, Press Release（2008年3月31日閲覧）を、日本については、外務省報道官談話 ブータンにおける下院議員選挙への我が国選挙監視団の視察結果について（2008年3月29日閲覧）を、それぞれ参照。なおEUは、最終報告書を2008年5月21日に公表している。EUEOM Bhutan National Assembly Elections 2008 final report（2008年7月5日閲覧）
6. ↑  Bhutan Broadcasting Service 2008/03/29PDP's National Assembly members elect withdraw（2008年3月31日閲覧）。
7. ↑  Bhutan Broadcasting Service 2008/04/04PDP to work towards a strong opposition（2008年4月4日閲覧）。
8. ↑  ECB not to reconsider the appeal by BKPBBS、2013年5月8日
9. ↑  「幸せの国」で政権交代へ　野党、総選挙で勝利　対中接近批判で躍進 Archived 2013年7月14日, at the Wayback Machine.産経新聞2013年7月14日